# Sânmiclăuș
Sânmiclăuș (Hongaars: Betlenszentmiklós) is een dorp in de Roemeense gemeente Șona.
Het dorp had in 2002 1451 inwoners, de Hongaren vormden met 920 inwoners de meerderheid hiervan.
Het dorp maakt onderdeel uit van de etnisch Hongaarse streek Küküllőszög.